# Senza te o con te
Senza te o con te è un singolo di Annalisa Minetti, pubblicato il 25 febbraio 1998 come primo estratto di Treno blu, album d'esordio della cantante.
Il brano ha vinto il Festival di Sanremo 1998 in entrambe le categorie (Campioni e Nuove Proposte), in quanto il regolamento di quell'anno consentiva ai partecipanti della sezione cadetta di contendersi la vittoria finale con quelli della categoria principale. Poiché questa formula non fu mai più riproposta nelle successive edizioni, esso rappresenta l'unico caso nella storia del Festival.

## Descrizione
Il brano, composto da Massimo Luca con testo di Paola Palma, è stato inserito nell'album di debutto di Annalisa Minetti Treno blu di cui rappresenta il primo singolo estratto.
Il CD singolo pubblicato per il brano includeva anche L'eroe che sei tu, cover in lingua italiana di Hero di Mariah Carey, che Annalisa aveva presentato alle selezioni di Sanremo Giovani 1997.
Del singolo ne viene realizzata anche una versione per il mercato sudamericano dal titolo Junto a ti o sin ti.
Il videoclip è stato realizzato dal regista Lorenzo Vignolo, nel 1999, e accompagna anche la versione per il mercato sudamericano.
Il Brano ha conosciuto una nuova popolarità grazie a una Cover di Rosario Muniz, personaggio del web noto per le sue esibizioni eccentriche e virali la cui interpretazione è divenuta celebre sui social contribuendo a far diventare la canzone un trend.

## Tracce
1. Senza te o con te – 4:12 (testo: Paola Palma – musica: Massimo Luca)
2. L'eroe che sei tu – 4:14 (Mariah Carey, Walter Afanasieff, Marco Marati) – rivisitazione italiana di Hero

Durata totale: 8:26